# 國立陽明交通大學前瞻火箭研究中心
國立陽明交通大學前瞻火箭研究中心（英語：Advanced Rocket Research Center，縮寫為）為2012年成立的跨校探空火箭研究學術機構，隸屬於國立陽明交通大學，在光復校區與博愛校區均有實驗據點，成立宗旨意在促進台灣太空科技的發展，由陽明交大帶領的台灣團隊自主研發、製造的運載火箭，並達成運送衛星或其他科學酬載的次軌道太空飛行目標以及未來航太的能力。

## 簡介
國立陽明交通大學「前瞻火箭研究中心」由台灣多所大學共同組織，於2012年6月在企業界與私人捐款贊助下設立。
2021年8月1日起因吳宗信特聘教授借調至國家太空中心擔任主任，現由陳宗麟教授擔任前瞻火箭研究中心主任，魏世昕教授擔任副主任。

## 現任師資團隊
| 排序 | 姓名     | 職稱           | 所屬學校科系                       |
| ---- | -------- | -------------- | ---------------------------------- |
| 1    | 吳宗信   | 特聘教授       | 國立陽明交通大學機械工程學系       |
| 2    | 魏世昕   | 助理教授       | 國立陽明交通大學太空系統工程研究所 |
| 3    | 何明字   | 副教授         | 國立成功大學工程科學系             |
| 4    | 林信標   | 教授           | 國立臺北科技大學電子工程系         |
| 5    | 鄭泗東   | 教授           | 國立陽明交通大學機械工程學系       |
| 6    | 鄭文雅   | 副教授         | 國立陽明交通大學機械工程學系       |
| 7    | 余仁朋   | 助理教授       | 銘傳大學資訊管理學系               |
| 8    | 陳宗麟   | 教授           | 國立陽明交通大學機械工程學系       |
| 9    | 黃俊誠   | 教授兼任系主任 | 國立臺灣海洋大學商船學系           |
| 10   | 羅志偉   | 教授           | 國立陽明交通大學電子物理學系       |
| 11   | 陳竺博淵 | 助理教授       | 國立陽明交通大學太空系統工程研究所 |

## 實驗項目

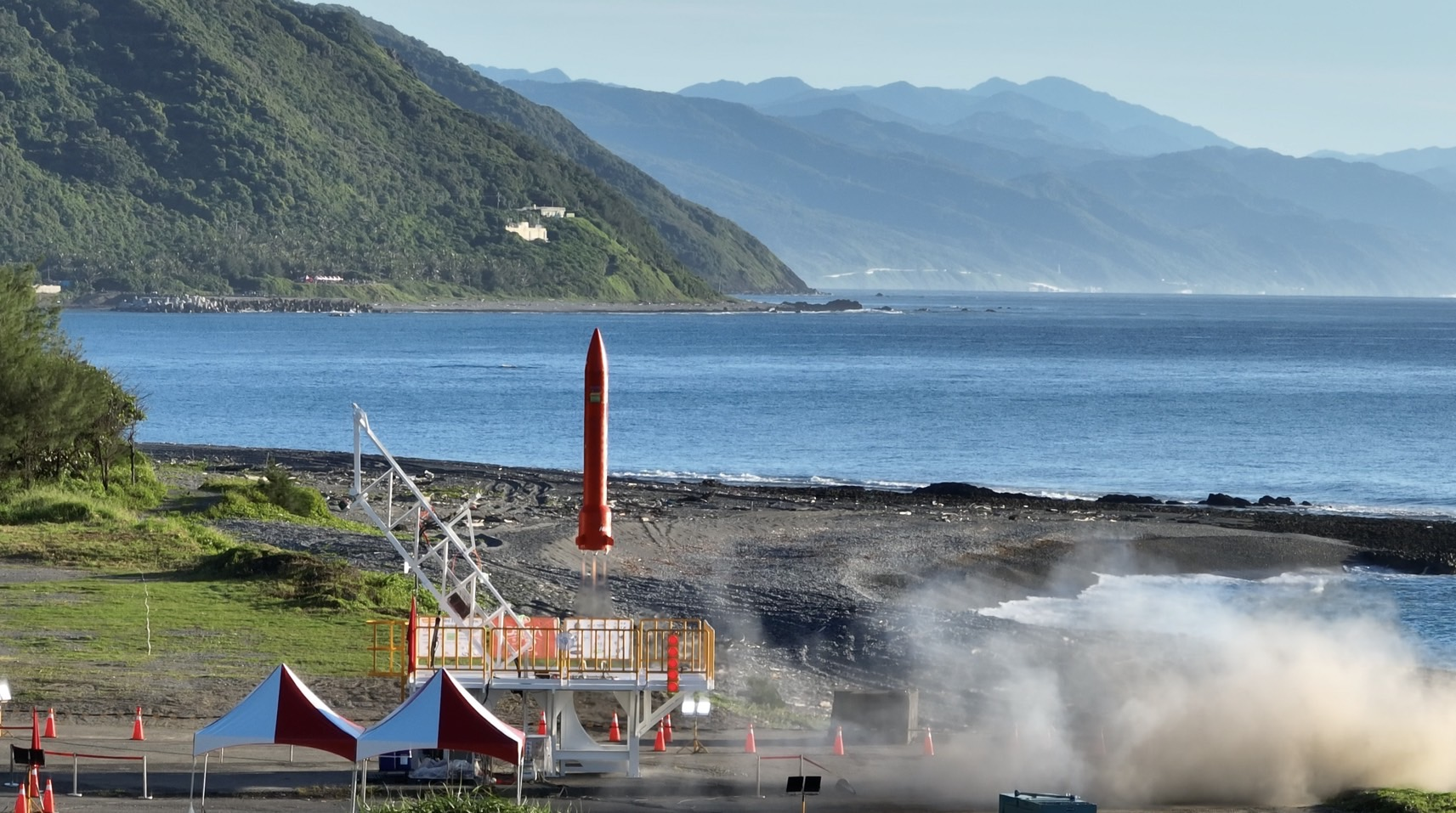
HTTP-3A科研火箭第二節飛行測試

### APPL系列
APPL系列主要採用固態糖燃料火箭推進器，其火箭分類上英文稱Sugar rocket或Rocket candy，是固態火箭的一種，其推進燃料為糖類及氧化劑的混和物。由於有安全與好製作的優點，且符合團隊低汙染的理念，遂成為ARRC成立前研發初期的第一支實驗火箭。
APPL為國立陽明交通大學機械工程學系的「氣動熱與電漿實驗室」（Aerothermal & Plasma Physics Laboratory），成立於2007年，其後在吳宗信教授的帶領下開始研發製造小型火箭，並以實驗室名稱命名。ARRC於2012年正式成立後，APPL系列火箭遂用於測試大型火箭的各種次系統以便將該系統用於HTTP系列混合式探空火箭。
- APPL-0 alpha，2008年6月22日，於新竹香山濕地舉行ARRC第一次火箭試射試驗，火箭順利升空，但由於飛行力道過大，火箭鼻錐於空中解體，導致降落傘意外被拉出，使箭體返回地面時降落傘有順利開啟[6]。
- APPL-0 beta，2008年6月22日，於新竹香山濕地舉行ARRC第二次火箭試射試驗，點火後火箭於發射架上爆炸解體[7]。
- APPL-1，又稱「APPL-I」，2009年1月18日，於新竹香山濕地舉行ARRC第三次火箭試射試驗。火箭順利升空，降落傘半開但仍順利發揮作用，該次飛行高度約835公尺[8]。
- APPL-2，又稱「APPL-II」，2009年6月28日，於新竹香山濕地舉行ARRC第四次火箭試射試驗。APPL-2屬雙節固態燃料推進器火箭，第一節火箭燃料耗盡並脫節後，第二節火箭順利點燃，但由於飛行距離過遠無法得知最後飛行與回收狀況[9]。
- APPL-3，又稱「APPL-III」，2009年9月7日，於彰濱工業區舉行ARRC第五次火箭試射試驗。由於推進器故障，火箭離開發射架後約1秒即爆炸解體，但爆炸後降落傘仍正常運作[10]。
- APPL-4，又稱「APPL-IV」，2011年1月24日，於新竹香山濕地舉行ARRC第七次火箭試射試驗。火箭順利升空，最高飛行高度約為500公尺，但箭體於返回地面時降落傘未能順利開啟[11][12]。
- APPL-5 1，又稱「APPL-V 1」，2011年3月10日，於新竹香山濕地舉行ARRC第八次火箭試射試驗。由於推進器故障，火箭離開發射架後約1秒即因推進器燒穿而墜毀[13]。
- APPL-5 2，又稱「APPL-V 2」，2011年3月10日，於新竹香山濕地舉行ARRC第九次火箭試射試驗。火箭順利升空，箭體返回地面時火箭順利分節但降落傘沒有完全拉出就降落地面[14]。
- APPL-6，又稱「APPL-VI」，2011年5月9日，於新竹香山濕地舉行ARRC第十次火箭試射試驗。因火箭與發射架連接的滑動螺絲故障，火箭點火後，未能順利離開發射架，就在火箭燃料燒盡後於發射架上脫開落地[15][16]。
- APPL-6 2，又稱「APPL-VI 2」，2011年6月24日，於新竹香山濕地舉行ARRC第十一次火箭試射試驗。火箭順利升空，但由於火箭的分離箍環(v-band)故障導致火箭無法分節，降落傘未能預期開啟。此次試驗之主要目的在於測試雙節火箭的分離箍環(v-band)運作[17][18]。
- APPL-mini 1，為協助國家實驗研究院國家太空中心主辦的2012全國高中職太空科技探索營[19]所研發的小型固態糖燃料火箭，為完全不需電力控制的小型火箭。並於活動的最後一天，2012年7月20日，新竹青青草原舉行學生的實作火箭成果發表。該次活動含講師組共發射了12支APPL-mini 1小火箭，為ARRC第十四次火箭試射試驗。講師組的火箭順利升空，但由於飛行高度過高，打開降落傘後飄入樹林中無法回收[20]。
- APPL-mini 2，為協助國家實驗研究院國家太空中心主辦的2013全國高中職太空科技探索營[21]所研發的第二代小型固態糖燃料火箭，為完全不需電力控制的小型火箭。並於活動的最後一天，2013年7月18日，新竹青青草原舉行學生的實作火箭成果發表。該次活動含講師組共發射了11支APPL-mini 2小火箭，為ARRC第十五次火箭試射試驗。講師組的火箭順利升空，且順利打開降落傘回收，該火箭內部還放置了手機進行火箭的飛行資料紀錄與傳輸[22]。
- APPL-Banan 1，2013年9月1日，於新竹香山濕地舉行ARRC第十六次火箭試射試驗。火箭以3公尺直徑氦氣球攜帶升空，預計要於1公里的高空釋放，但由於火箭與氦氣球間的連接繩脫落，導致火箭於30公尺高半空中墜落。此次試驗之主要目的在於測試HTTP-2ß的降落傘回收系統與航電通訊系統的即時資料傳輸顯示技術[23]。
- APPL-7，2013年11月9日，於新竹香山濕地舉行ARRC第十七次火箭試射試驗。火箭順利升空後由於回收系統故障，最後直接落地墜毀[24]。
- APPL-7 II，2013年12月28日，於新竹香山濕地舉行ARRC第十八次火箭試射試驗。此次火箭採用2小傘1大傘的回收系統設計。火箭順利升空並於空中依序打開2小傘1大傘後降落回收[25]。
- APPL-8，2014年1月26日，於新竹香山濕地舉行ARRC第十九次火箭試射試驗，箭體則沿用APPL-7 II的箭體。火箭順利升空並安全降落，最高飛行高度接近1公里[26]。
- APPL-9 α，原稱「APPL-9」，為了與因爆炸而新計畫發射的「APPL-9 ß」區別，故改名為「APPL-9 α」。2015年1月4日，於新竹香山濕地舉行ARRC第二十一次火箭試射試驗。APPL-9 α屬雙節火箭，第一節為固態火箭，燃料主要為糖類及氧化劑的混和物，第二節火箭則為混合式火箭，由一氧化二氮作為液態氧化劑。火箭外殼完全採用3D列印技術製作，並於火箭鼻錐內側貼上玻璃纖維增加強度[27]。由於第一節火箭的固態推進器故障，火箭點火時即爆炸解體，爆炸後第二節火箭點火，並水平前進數公尺，三張降落傘均於第二節火箭推進期間彈出。此次試驗之主要目的在於測試雙節火箭與航空電腦設備的運作[28]。
- APPL-9 ß，2015年4月18日，於新竹香山濕地舉行ARRC第二十二次火箭試射試驗[29]。由於2015年1月4日APPL-9 alpha雙節火箭的爆炸，ARRC計畫於2015年4月，在改進APPL-9 alpha的缺陷後，再次進行雙節火箭的試驗。本次火箭外殼主要沿襲APPL-9 α採用PLA塑膠之3D列印技術製作，亦使用研究中心自製的玻璃纖維外殼[28][30][31]。火箭順利點火升空，但由於火箭分離箍環(v-band)故障導致第一節無法脫離，安全考量下第二節亦未點火。經查證為火箭的兩顆爆炸螺栓未能正常運作所引起。火箭開始下墜後，降落傘均順利彈射並開啟，成功讓火箭緩速落下[32]。
- APPL-9 C，2016年1月31日，於新竹香山濕地舉行ARRC第二十三次火箭試射試驗。由於2015年1月4日APPL-9 alpha雙節火箭的爆炸以及2015年4月18日APPL-9 beta的分節失敗，ARRC再次以與先前相近的配置製作雙節小火箭，以測試未來HTTP-3火箭的次系統，包括航電系統穩定性以及分節裝置的運作。本次火箭外殼同樣使用3D列印技術以及研究中心自製的玻璃纖維外殼製作，第一節為固態火箭，燃料主要為糖類及氧化劑的混和物；第二節則為混合式火箭，由一氧化二氮作為液態氧化劑，並以聚乙烯作為燃料，火箭總重約27公斤[33]。火箭上搭載數臺攝影機，包括由贊助廠商提供的360度攝影機，並成功紀錄飛行過程畫面[34]。火箭順利點火升空，第一節推進器在燃燒完畢後順利分節，第二節推進器也成功點火，飛行高度達1100公尺。兩節均搭載降落傘，第一節所配置的降落傘未發揮緩速作用，隨後在發射地點不遠處著陸；而第二節則依照設定先在高空彈射一張降落傘，抵達較低高度後再彈射另外兩張降落傘，順利達成緩速降落[35]。但因當天風勢強勁，火箭著陸位置遙遠，最後在當地民眾的協助下成功回收[36]。
- APPL 10，預定於2018年12月1日發射，火箭總長3.2公尺，直徑0.156公尺，總重30公斤，飛行高度約1公里[37]。APPL 10因分節系統未能生效，分節失敗，未能達預定飛行高度[38]。

### HTTP系列
HTTP系列為採用混合式火箭推進器的探空火箭。HTTP是由四所合作學校所在的縣市命名，依次為新竹(Hsinchu)的國立交通大學、台北(Taipei)的台北科技大學、台南(Tainan)的國立成功大學及屏東(Pintung)的屏東科技大學。此外，ARRC主任吳宗信教授亦將HTTP系列探空火箭與網路的超文本傳輸協定HTTP加以聯想，象徵該系列火箭的想像空間如網際網路一樣無遠弗屆。
- 目前為三節（第二段結構）設計：
尖端－酬載系統（立方衛星、科學酬載）。
第二節－航空飛行系統（飛行電腦、姿態感測器－姿態控制）。
第三節－推進系統（氮氣高壓儲存槽、雙氧水氧化劑儲存槽、笑氣高壓儲存槽、推進引擎）。
（未來計畫－第一段：推進系統：其推進力須達80至100公里高之推力能量，費用過高，目前尚無經費可推進）[39]。

- HTTP-1，2010年9月16日，於屏東東部海岸舉行ARRC第六次火箭試射試驗也是ARRC第一次混合式火箭試射試驗，台灣第一次混合式火箭試射試驗。試驗內容主要為測試藉由氧化劑一氧化二氮氣閥的控制以控制推力[40]。

- HTTP-2 α，原稱「HTTP-2」，氣閥故障無法發射而新計畫發射「HTTP-2 ß」，故改名為「HTTP-2 α」加以區別。2011年9月3日，於屏東東部海岸舉行ARRC第十二次火箭試射試驗。HTTP-2α屬雙節火箭，第一節火箭可提供推力，第二節火箭則裝載航空電腦及相關設備。第一次發射時，火箭氧化劑氣閥卡住，導致火箭無法正常運作，遂延後至隔日發射。翌日，在尋找與排除問題原因後，火箭再次上架準備點火發射。但火箭點火後氣閥依舊無法開啟，當時曾一度提議手動開啟氧化劑氣閥，但考慮到潛在風險，HTTP-2α火箭發射最後取消[41]。

- HTTP-2ß，2013年9月7日，於屏東東部海岸舉行ARRC第十六次火箭試射試驗。HTTP-2ß屬雙節火箭，第一節火箭可提供推力，使用混和式火箭推進器；第二節火箭不具推力，僅裝載航空電腦及相關設備。試驗時出動UAV由空中進行拍攝與監控，並預期使用小艇回收第二節火箭設備。火箭順利升空，但於2秒後因不明原因地面站即與火箭失去聯繫。最後藉由火箭上獨立的定位系統最後傳回的定位資料幫助下，ARRC團隊僅回收HTTP-2ß的氧化劑儲存槽，其他可能皆已墜毀沉入海中[42][43]。

- HTTP-3S，2014年3月24日於屏東東部海岸舉行ARRC第二十次火箭試射試驗，由行政院科技部、國家實驗研究院國家太空中心與國立陽明交通大學經費支持及國家實驗研究院台灣颱風洪水研究中心提供氣象資料協助下，研製高度安全性的混合式探空火箭，總長度6.35公尺、直徑0.4公尺、飛行高度超過10公里，是台灣學界研發至今最大型的混合式探空火箭。主要目的除了測試各項重要次系統在高速飛行時的實際性能以外，同時作為原訂2014年底雙節大型探空火箭之第二節主體性能的詳細驗證以及發射場安全操作程序演練[44]。

- HTTP-3A，為目前ARRC正在進行的探空火箭計劃（2018年8月-），主要目標在於發展一全混合式燃料雙節火箭。2020年4月，ARRC進行該火箭的繫留懸浮飛行測試，藉此驗證系統整合與各開發項目的成熟度[45]。詳細開發情形請參考ARRC臉書。2022年7月10日6時12分，於屏東旭海發射場進行HTTP-3A第二節火箭發射試驗，該火箭長4.8公尺，重量365公斤，火箭上部直徑50公分、下部直徑70公分，預期飛行高度10公里高、490秒（約8分10秒），實際約3公里高、約2分鐘[46][47][48]。火箭直徑約50公分、長度約8.5公尺；採取雙flare方式，由60公分，縮小至50公分再至40公分。將以垂直發射、雙節均採取節流控制與推力向量控制，藉此實現姿態控制，預計於2023將飛至80-100公里高空進行雷射通訊相關科學實驗。

### 地面測試
由於製作完整的火箭需要大量經費及時間，因此在組裝成火箭前須先將其中的各次系統分別進行測試，如此可以大幅節省成本，並獲得可靠的數據。
引擎地面測試，用以測試推進器各種參數、試驗新的構想或驗證設計。目前ARRC對於引擎推力的地面測試場地有兩處，分別位於新竹縣和屏東縣。
新竹縣的地面測試場地用於小型推進器的試驗，這些推進器通常用於APPL系列探空火箭，或是為了更大型的推進器試驗做準備。屏東縣的地面測試場地則用於測試大型推進器，一些構想在初步模擬或試驗後，ARRC會製作大型推進器於屏東縣地面測試場地試驗，這些推進器往往用於HTTP系列探空火箭。
- 引擎燃燒測試，測試HTTP系列及APPL系列火箭所使用的火箭推進器運作情形，測試項目包括使用不同引擎設計、燃料或氧化劑時，引擎最大推力、燃燒時間及推進器穩定性等[50]。
- 引擎推力控制測試，測試混合式火箭推進器的推力控制系統，是從製造探空火箭到製造運載火箭的關鍵。測試項目還包括如測量液態氧化劑的流量與推進器推力的關係[51]。

於2017年底，ARRC完成混合式火箭引擎推力控制的初步地面測試，證明此類引擎擁有優異的可操控性能，可以用於衛星入軌前的姿態控制及軌道校正，以及ARRC正在開發的四軸混和式火箭引擎滯空升降平台(英語: Quad Hybrid Engine Levitating Platform，縮寫為4-HELP)。
航空電腦地面測試，航電系統的測試項目以訊號處理及穩定性為主，藉由振動測試機台模擬火箭飛行時可能的環境，以及使用真空艙模擬高空與太空中的低氣壓環境，確保航電系統能夠在惡劣環境下正常運作。
通訊系統地面測試，主要測試項目包括系統穩定度及通訊距離等，因為實驗室中較不易模擬遠距通訊的情況，所以需進行長距離地面通訊測試；為避免建築物或地形遮蔽，通常要將測試站點設置於山上和地面。ARRC曾經將航電及通訊系統和相關設備載到台南市關子嶺及附近的平地，甚至將通訊設備分別架設於澎湖縣及台灣本島的山上，以測試有效的通訊範圍。
其他設備地面測試，火箭上有許多設備，為確保各設備均能達到預期效果，ARRC會模擬火箭飛行過程中可能遭遇的情況，針對個別設備的不同動作進行試驗。例如:降落傘彈射、降落傘開啟、點火器等。

## 軼事
2014年，ARRC與貝殼放大團隊合作，建立募資平台，並於2015年2月正式開始募款。
2016年8月，樂團五月天歌曲《頑固》的MV即以此計畫為藍本拍攝。
2016年，ARRC團隊的吳宗信教授離開交大並與他人共同創辦了台灣晉陞太空股份有限公司，但2019年底晉陞爆出違法使用原住民保留地的爭議，對此吳宗信透過ARRC在臉書粉絲專頁澄清，表示他在2018年中便因堅持「誠信務實」等理念不同以致被迫離開公司回到交大已和晉陞而毫無關係，同時還指出ARRC與晉陞更無關聯，希望各方勿有所混淆。

## 外部連結
- 官方网站
- 國立陽明交通大學前瞻火箭研究中心的Facebook專頁
- 國立陽明交通大學前瞻火箭研究中心的Instagram帳戶
- 國立陽明交通大學前瞻火箭研究中心的X（前Twitter）
- YouTube上的國立陽明交通大學前瞻火箭研究中心頻道